# Utrujenost na delovnem mestu
Zaposlena oseba je primer prenatrpanega načina življenja, saj je veliko zahtev, ki jih vsak dan mora izpolniti. Utrujenost se pojavlja vse bolj pogosto in vzroke za njo najdemo kako na delovnem, tako tudi v domačem okolju. Utrujenost je poleg  stresa zelo nevaren pojav, ki negativno vpliva na vse dimenzije posameznikovega življenja. Zaposleni ljudje so pod pritiskom, saj delodajalci imajo vedno večja pričakovanja, kar ustvarja boj za dosežene cilje in boj za preživetje. Utrujenost kot pojav ima dve plati, in sicer fizično in psihično .
Torej, pojem utrujenosti se nanaša na občutek utrujenosti, ki ga lahko povzročajo različne stvari kot so dolge ure dela, daljša in obremenjujoča fizična ali psihična aktivnost, pomanjkljiv in neustrezen počitek, pretiran stres, ali pa kombinacija omenjenih faktorjev. Čeprav znaki utrujenosti variirajo od posameznika do posameznika, obstaja nekoliko tipičnih znakov, ki se pojavljajo pri večini oseb, in sicer: utrujenost, zaspanost, razdražljivost, depresija, vrtoglavica, izguba apetita, prebavne težave in povečana dovzetnost za bolezni. Poleg omenjenih fizičnih simptomov, obstajajo tudi psihični znaki utrujenosti, ki posamezniku onemogočajo učinkovito izvajanje mentalnih in fizičnih nalog. Učinki utrujenosti se v tem primeru manifestirajo kot upočasnile reakcije (npr. hitrost fizične reakcije in miselna hitrost), neuspešnost odzivanja na različne dražljaje, neustrezne oziroma nepravilne fizične ali mentalne akcije, zviševanje spominskih napak z vključeno pozabljivostjo, zmanjšana budnost, upad  motivacije  za delo, povečano stremljenje k tveganim akcijam. Kot posledica omenjenih znakov, lahko pride do različnih nezgod ali poškodb. Glede na to, da je utrujenost zelo težko merljiva, je skoraj nemogoče natančno opredeliti ali do nezgod in poškodb  poškodb pride zaradi podaljšanega delovnega časa ali pa pomanjkanja spanja .
Obstaja več vrst utrujenosti, ki jo lahko opredelimo glede na trajanje in vrsto dela. Ko govorimo u trajanju utrujenosti, lahko jo opredelimo na kratkotrajno ali pa podaljšano utrujenost. Kratkotrajna utrujenost je normalen pojav in ni zaskrbljujoča, saj po duševni ali telesni obremenitvi organizem potrebuje svoj počitek oziroma čas za regeneracijo.  Spanje ali ležanje nista edina možna načina za odpravljanje utrujenosti, saj jo lahko odpravimo tudi s katerim koli opravilom, ki nam da nov zagon. Večji problem je podaljšana utrujenost, ki se lahko pojavi kot posledica telesnih bolezni ali duševnih motenj. Prekomerno uživanje zdravil, pomirjeval ali alkohola tudi lahko vodi do podaljšane utrujenosti. Telesna utrujenost se pojavljuje kot posledica povečane telesne dejavnosti in se manifestira kot zmanjšana fizična sposobnost . Bolj problematična je mentalna utrujenost, ki je posledica intenzivnega in dolgotrajnega umskega dela, ki lahko izgine tudi z zdravo fizično utrujenostjo .

## Delo in utrujenost
Za uspešnost delovne organizacije in doseganje vseh zastavljenih ciljev je nujno potrebna visoka produktivnost vseh delavcev. Današnja tehnologija omogoča delavcem, da lahko delajo od doma, med potovanjem ali kjerkoli drugje, kar lahko prispeva zviševanju produktivnosti. Po drugi strani, pa veliko ljudi dela na rednih delovnih mestih, kar pa zmanjšuje prostor in čas za opravljanje osebnih dejavnosti. Zaradi tega so delavci lahko še bolj utrujeni ker imajo osebne skrbi, kar tudi prispeva nezadovoljstvu z delovno organizacijo v kateri so zaposleni. Delovno okolje lahko posamezniku pomaga pri povečanju produktivnosti, ampak prav tako, lahko omejuje delavca in mu otežuje uspešno in učinkovito opravljanje delovnih nalog. Za učinkovito in uspešno opravljanje delovnih nalog je nujno potrebno, da je posameznik  koncentriran in pozoren, za kar je potrebna tudi trda osebna disciplina. Poleg omenjenega, je seveda pomembno tudi delovno okolje, ki delavca lahko vodi do boljšega opravljanja dela, ali pa do zmanjšanja koncentracije in oviranosti uma .
Opazno je, da zaspanost in utrujenost lahko soobstajata v istem času kot posledica pomanjkanja spanja pri delavcih. Delavci, ki delajo ponoči, ali tisti ki delajo po neprespani noči imajo bolj izraženo zaspanost. Utrujenost pa se običajno nanaša na prizadetost pri opravljanju določenih delovnih nalog ter ima tudi psihološko dimenzijo, ki se nanaša na pomanjkanje energije za opravljanje dela in na izkušnjo subjektivnega odpora za opravljanje in nadaljevanje naloge. Čeprav se zaspanost in utrujenost razlikujeta v definiciji in vzrokih, posledice obeh so lahko iste, in sicer, gre za upad sposobnosti za opravljanje mentalnih in fizičnih nalog .
Pomembno je zavedati se, da utrujenost vpliva na vse delavce, ne glede na sposobnosti, veščine ali pa trening. Vpliva na posameznikove fizične in psihične sposobnosti in opravljanje tudi enostavnejših nalog. Najpomembnejši vplivi utrujenosti vključujejo zmanjšano motivacijo za opravljanje delovnih nalog, podaljšane reakcijske čase, zmanjšano budnost, prizadeto koncentracijo in psihomotorično koordinacijo, probleme s  spominom in procesiranjem informacij ter slabše presojanje. Utrujeni ljudje se hitreje razjezijo, zaradi česar so nevarni zase in za okolje, saj se večina incidentov dogaja med utrujenimi delavci .
Utrujenost predstavlja nevarnost na delovnem mestu in je povezana z varnostjo in zdravjem delavca, ter prav tako, vpliva kako na varnost, tako tudi na zdravje vsakega delavca. Utrujenost kot pojem ima zelo široko uporabo v medicini, ki je usmerjena na prevencijo in zdravljenje poškodb pridobljenih na delovnem mestu. Torej, utrujenost je kompleksen fenomen in je povezana z velikim številom faktorjev. Prav zaradi tega je zelo težko določiti celovito definicijo, ki bi bila univerzalno veljavna. Poleg pojma utrujenosti, se v istem kontekstu uporablja tudi pojem zaspanost, saj je nekoliko lažje definirati zaspanost, kot pa utrujenost, ampak pomembno je razlikovati med ta dva pojma, saj nimata popolnoma enak pomen .

## Merjenje utrujenosti
Utrujenost je specifičen in kompleksen problem, kateri je mogoče meriti, ampak merjenje le-tega je nekoliko kompleksno. Namreč, ne obstaja enotna definicija utrujenosti, vsak posameznik oziroma delavec nekoliko drugače opisuje občutek utrujenosti. Problem je tudi v tem, da še vedno ne obstaja inštrument, ki omogoča doseganje zelo visokih standardov pri merjenju utrujenosti na delovnem mestu. Kakorkoli, če želimo meriti utrujenost na delovnem mestu je najprej potrebno odkriti možne vzroke v delovnem okolju, ki vplivajo na nastanek in razvoj utrujenosti. V tem primeru, zaposleni in delodajalci lahko uporabljajo različne metode za upravljanje z utrujenostjo, identificirajo koristne metode za izogibanje utrujenosti, ali pa zmanjševanje verjetnosti za razvoj utrujenosti. Lahko pa se se posvetijo raziskovanju utrujenosti, potem ko se je utrujenost že pojavila. Od delovne organizacije je odvisno kateri inštrument za merjenje utrujenosti bo uporabljen. Merni inštrumenti lahko določijo le eno dimenzijo utrujenosti, ali pa tudi več dimenzij .
Obstaja še nekaj načinov za raziskovanje oziroma merjenje utrujenosti. Eden od načinov raziskovanja utrujenosti je raziskovanje utrujenosti preko zaspanosti ali pa depresije. Na ta način se preko merjenja omenjenih faktorjev ugotavlja ali oseba trpi zaradi učinkov utrujenosti. Še en način merjenja utrujenosti je HOQ vprašalnik (Horne-Ostberg questionnaire), s pomočjo katerega ugotavljamo ali je posameznik bolj jutranja ali večernja oseba. Prav tako, utrujenost lahko ugotavljamo preko spremljanja spanja ali bioloških parametrov, kot so temperatura telesa, ravni  melatonina, biološka ura, ipd. Opisani mehanizmi za merjenje utrujenosti se lahko uporabljajo na delovnem mestu ali v splošni populaciji. Obstajajo pa tudi mere, ki so usmerjene na ugotavljanje fizioloških dejavnikov, kot so poraba energije, kardiovaskularni odgovor, temperatura kože, ipd. .

## Boj proti utrujenosti
Glede na to, da so motnje v cirkadiadnem ritmu največji vzrok utrujenosti, obstaja veliko preventivnih strategij, ki so oblikovane tako da minimizirajo motenje cirkadiadnega ritma in nespečnost. Večina teh strategij uspešno olajšuje in blaži simptome utrujenosti, ter pomaga zaposlenima, da čim bolj učinkovito in uspešno opravljajo svoje delo. Nekatere od teh strategij vključujejo zmanjševanje nespečnosti, dremeže med nočnim delom, izobraževanje o dobrim spalnim navadam in pospeševanje cirkadiadne adaptacije na različne delovne čase .
Minimiziranje nespečnosti je izjemno pomembno, saj je dober san ključni faktor, ki omogoča optimalno opravljanje delovnih nalog. Na splošno, večina ljudi za ohranjanje polne budnosti in pozornosti potrebuje približno osem ur spanja vsak dan. Priporoča se izogibanje 12 urnemu delovniku in vsaj 24 urna pavza med izmenami. Raziskave so pokazale, da je spanec od 90 do 120 minut najbolj učinkovit in prispeva k izboljševanju budnosti in opravljanja delovnih nalog .
Obstajajo različne strategije, ki pomagajo pri izboljšavi spanca, in sicer nekatere od njih vključujejo naslednje elemente: ohranjevanje rednega urnika spanja s ciljem izogibanja cirkadiadnih motenj, mirna, tiha in temna spalnica, ki je namenjena izključno spanju, ne pa ostalim aktivnostim, razvijanje pomirjajočih rutin pred spanjem (na primer: poslušanje radia, branje), izogibanje krajših dnevnih dremežev ter izogibanje  kofeina, alkohola in cigaret v predspalnem času .
Osebe, ki delajo v nočnih izmenah imajo nekoliko težav s prilagajanjem cirkadiadnih ritmov in se zaradi tega nikoli ne uspejo popolnoma navaditi na nočno delo in dnevni spanec, saj takšen ritem ni naraven za človeka. Posledično so posamezniki, ki delajo v nočnih izmenah manj produktivni, utrujeni in imajo zmanjšano pozornost pri opravljanju delovnih nalog. Prav tako, pri nočnih izmenah dremeži imajo pozitiven učinek, saj je veliko raziskav pokazalo, da krajši dremeži med delom izboljšujejo razpoloženje in izvedbo. Zadostuje, da posameznik spi okoli 30 minut in že takšen krajši odmor zmanjšuje zaspanost in izboljšuje subjektivni občutek budnosti. Seveda, pozitivni učinek teh krajših odmorov je odvisen od več faktorjev kot so čas spanja, časovne razporeditve spanja in vztrajanje v spanju. Pri vzdrževanju budnosti in pozornosti pomembno vlogo ima hormon melatonin, ki prispeva k uravnavanju cirkadiadnega ritma posameznika. Lahko tudi spreminja biološke ritme kot so spanje, temperatura telesa, ali pa tudi ritme izločevanja hormonov melatonina in kortizola .

## Stimulatorji
V primeru, da nefarmakološki pristopi ne delujejo, so nepraktični ali pa neučinkoviti, lahko se uporabijo tudi farmakološki primočki za zmanjševanje učinkov utrujenosti. Torej, farmakološki stimulatorji pomagajo delavcem ohraniti pozornost, takrat ko jim je onemogočen ustrezen in primeren odmor. Najbolj pogosto uporabljeni stimulatorji so modafinil, amfetamin in kofein. Problem je v tem, da večina delavcev nujno mora biti na svojem delovnem mestu med delovnim časom, kar pa jim onemogoča uporabo nekaterih drugih preventivnih strategij za zmanjševanje utrujenosti. Zaradi tega morajo posegati po različnih stimulatorjih. Pomembno je omeniti, da večina operativnih protiukrepov ne zmanjšuje vzroke utrujenosti, ampak samo pripomorejo maskiranju utrujenosti. Učinki teh protiukrepov imajo omejeno trajanje. Nekatere od teh strategij obsegajo socialno interakcijo in komunikacijo s sodelovci, fizično aktivnost in konzumiranje kofeina .
Literatura
1. ↑  Zalokar, M. (2009). Utrujenost in preprečevanje utrujenosti. Diplomsko delo, Maribor: BB Višja strokovna šola.
2. ↑  Levi, L. (1984). Stress in industry: Causes, effects and prevention. Geneva: International Labour Office.
3. 1 2  Mathieu, G. (1999). Proč z utrujenostjo.. Ljubljana: Tomark.
4. ↑  Clements-Croome, D. (2006). Creating the productive workplace. Taylor in Francis: spletna knjižnica.
5. 1 2 3 4 5 6 7 8 9 10  Sadeghniiat-Haghighi, K. and Yazdi, Z. (2015). Fatigue management in the workplace. Industrial Psychiatry Journal. 24(1); 12-17.